# Chúa Hài Đồng với xe tập đi
Chúa Hài Đồng với xe tập đi là một phần nằm trong một tế đàn họa (altarpiece) của họa sĩ người Hà Lan Hieronymus Bosch, được vẽ ở mặt sau của bức Chúa Cứu Thế vác Thập tự giá. Đường kính bức tranh là 28 cm (11 in). Hiện tác phẩm đang được trưng bày tại Bảo tàng Kunsthistorisches, Viên, Áo.